# Fotballklubben Bodø/Glimt 1993
Questa pagina raccoglie i dati riguardanti il Fotballklubben Bodø/Glimt nelle competizioni ufficiali della stagione 1993.

## Stagione
Il Bodø/Glimt chiuse il campionato al secondo posto finale, mentre l'avventura in Coppa di Norvegia si concluse con la vittoria del trofeo, grazie al successo in finale sullo Strømsgodset. I calciatori più utilizzati in campionato furono Runar Berg, Aasmund Bjørkan, Harald Martin Brattbakk, Ola Haldorsen, Tommy Hansen, Trond Sollied, Tom Kåre Staurvik e Rohnny Westad, con 22 presenze ciascuno; Runar Berg fu il miglior marcatore con 11 reti.

## Rosa
| N. |                     | Ruolo | Calciatore      |
| -- | ------------------- | ----- | --------------- |
|    | Norvegia (bandiera) | P     | Rohnny Westad   |
|    | Norvegia (bandiera) | D     | Charles Berstad |
|    | Norvegia (bandiera) | D     | Andreas Evjen   |
|    | Norvegia (bandiera) | D     | Ola Haldorsen   |
|    | Norvegia (bandiera) | D     | Petter Solli    |
|    | Norvegia (bandiera) | D     | Trond Sollied   |
|    | Norvegia (bandiera) | C     | Arild Berg      |
|    | Norvegia (bandiera) | C     | Runar Berg      |

| N. |                     | Ruolo | Calciatore              |
| -- | ------------------- | ----- | ----------------------- |
|    | Norvegia (bandiera) | C     | Aasmund Bjørkan         |
|    | Norvegia (bandiera) | C     | Tommy Hansen            |
|    | Norvegia (bandiera) | C     | Bent Inge Johnsen       |
|    | Norvegia (bandiera) | C     | Inge Børre Lekang       |
|    | Norvegia (bandiera) | C     | Thor Mikalsen           |
|    | Norvegia (bandiera) | C     | Tom Kåre Staurvik       |
|    | Norvegia (bandiera) | A     | Harald Martin Brattbakk |
|    | Norvegia (bandiera) | A     | Ivar Morten Normark     |

## Calciomercato

### Sessione invernale
| Acquisti | Acquisti          | Acquisti    | Acquisti   |
| R.       | Nome              | da          | Modalità   |
| -------- | ----------------- | ----------- | ---------- |
| P        | Rohnny Westad     | Rosenborg   | definitivo |
| D        | Charles Berstad   | Kongsvinger | definitivo |
| D        | Andreas Evjen     | Mjølner     | definitivo |
| C        | Bent Inge Johnsen | Mosjøen     | definitivo |

| Cessioni | Cessioni | Cessioni | Cessioni |
| R.       | Nome     | a        | Modalità |
| -------- | -------- | -------- | -------- |

### Sessione estiva
| Acquisti | Acquisti | Acquisti | Acquisti |
| R.       | Nome     | da       | Modalità |
| -------- | -------- | -------- | -------- |

| Cessioni | Cessioni | Cessioni | Cessioni |
| R.       | Nome     | a        | Modalità |
| -------- | -------- | -------- | -------- |

## Risultati

### Eliteserien

#### Girone di andata
| Arbitro: | Hollung |

|             |           |               |
| Pedersen 3’ | Marcatori | 78’ Brattbakk |

| Tønsberg 9 maggio 1993, ore 18:00 2ª giornata | Fyllingen | 0 – 0 referto | Bodø/Glimt | Tønsberg Stadion (3.074 spett.)\| Arbitro: \| Haugstad \| |
| Arbitro:                                      | Haugstad  |               |            |                                                           |

| Arbitro: | Ditlefsen |

|                                      |           |  |
| Bjørkan 41’ R. Berg 53’ Staurvik 73’ | Marcatori |  |

| Arbitro: | Aass |

|  |           |                            |
|  | Marcatori | 26’ Staurvik 28’ Brattbakk |

| Arbitro: | Kvam |

|                          |           |            |
| Normark 44’ Staurvik 83’ | Marcatori | 66’ Morley |

| Arbitro: | Thorp |

|                           |           |              |
| Brattbakk 19’ Bjørkan 50’ | Marcatori | 43’ Strandli |

| Arbitro: | Larsgård |

|                                   |           |             |
| Pedersen 7’ Johansen 54’ Aase 75’ | Marcatori | 89’ Johnsen |

| Arbitro: | Skjervold |

|                                                                                            |           |  |
| Bjørkan 20’ R. Berg 35’, 43’ Johnsen 49’ Staurvik 57’ Brattbakk 62’ Hansen 63’ A. Berg 79’ | Marcatori |  |

| Arbitro: | Kjensli (Oslo) |

|                            |           |                           |
| Henriksen 39’ Bragstad 62’ | Marcatori | 19’ Mikalsen 65’ Staurvik |

| Arbitro: | Hermansen |

|               |           |                         |
| Brattbakk 36’ | Marcatori | 59’ Mjelde 87’ Karlsson |

| Arbitro: | Larsgård |

|  |           |              |
|  | Marcatori | 9’ Brattbakk |

#### Girone di ritorno
| Arbitro: | Haugstad |

|               |           |  |
| Brattbakk 57’ | Marcatori |  |

| Arbitro: | Øvrebø (Oslo) |

|                                                           |           |          |
| Hansen 5’ Berg 30’ Brattbakk 52’ Bjørkan 58’ Mikalsen 71’ | Marcatori | 54’ Sten |

| Arbitro: | Aass |

|                     |           |             |
| Belsvik 6’ Hovi 32’ | Marcatori | 73’ Normark |

| Arbitro: | Hauge (Bergen) |

|                                     |           |  |
| Johnsen 19’ Berstad 35’ Normark 80’ | Marcatori |  |

| Arbitro: | Kvam |

|             |           |                                   |
| ? ?’ (aut.) | Marcatori | 35’ Berg 46’ Staurvik 90’ Normark |

| Arbitro: | Skjervold |

|  |           |            |
|  | Marcatori | 57’ Hansen |

| Arbitro: | Kjensli (Oslo) |

|                                             |           |              |
| R. Berg 13’, 38’ Staurvik 19’ Brattbakk 90’ | Marcatori | 80’ Pedersen |

| Arbitro: | Ditlefsen |

|           |           |                          |
| Kaasa 12’ | Marcatori | 81’ Hansen 83’ Brattbakk |

| Arbitro: | Hollung |

|          |           |                      |
| Berg 38’ | Marcatori | 7’ Dahlum 17’ Riseth |

| Arbitro: | Kjensli |

|                                      |           |                                   |
| Mjelde 1’, 24’, 28’, 54’ Sognnæs 80’ | Marcatori | 5’ R. Berg 12’ Johnsen 54’ Hansen |

| Arbitro: | Nilsen |

|                                         |           |             |
| R. Berg 12’, 33’ Sollied 24’ Hansen 89’ | Marcatori | 90’ Frigård |

### Coppa di Norvegia
|  | Stålkameratene | 3 – 4 | Bodø/Glimt |  |

|  | Bodø/Glimt | 8 – 0 | Gevir Bodø |  |

|  | Stjørdals-Blink | 1 – 2 | Bodø/Glimt |  |

|  | Bodø/Glimt | 2 – 1 | Drøbak/Frogn |  |

|  | Bodø/Glimt | 3 – 0 | Tromsø |  |

|  | Brann | 2 – 4 | Bodø/Glimt |  |

| Arbitro: | Kjelbrott |

|                          |           |  |
| Johnsen 64’ Staurvik 82’ | Marcatori |  |

## Statistiche

### Statistiche di squadra
| Competizione      | Punti | In casa | In casa | In casa | In casa | In casa | In casa | In trasferta | In trasferta | In trasferta | In trasferta | In trasferta | In trasferta | Totale | Totale | Totale | Totale | Totale | Totale | DR  |
| Competizione      | Punti | G       | V       | N       | P       | Gf      | Gs      | G            | V            | N            | P            | Gf           | Gs           | G      | V      | N      | P      | Gf     | Gs     | DR  |
| ----------------- | ----- | ------- | ------- | ------- | ------- | ------- | ------- | ------------ | ------------ | ------------ | ------------ | ------------ | ------------ | ------ | ------ | ------ | ------ | ------ | ------ | --- |
| Tippeligaen       | 45    | 11      | 9       | 0       | 2       | 34      | 9       | 11           | 5            | 3            | 3            | 17           | 15           | 22     | 14     | 3      | 5      | 51     | 24     | +27 |
| Coppa di Norvegia | -     | 4       | 4       | 0       | 0       | 15      | 1       | 3            | 3            | 0            | 0            | 10           | 5            | 7      | 7      | 0      | 0      | 25     | 6      | +19 |
| Totale            | -     | 15      | 13      | 0       | 2       | 49      | 10      | 14           | 8            | 3            | 3            | 27           | 20           | 29     | 21     | 3      | 5      | 76     | 30     | +46 |

### Statistiche dei giocatori
| Giocatore    | Eliteserien | Eliteserien | Coppa di Norvegia | Coppa di Norvegia | Totale   | Totale |
| Giocatore    | Presenze    | Reti        | Presenze          | Reti              | Presenze | Reti   |
| ------------ | ----------- | ----------- | ----------------- | ----------------- | -------- | ------ |
| A. Berg      | 2           | 1           | ?                 | ?                 | 2+       | 1+     |
| R. Berg      | 22          | 11          | ?                 | ?                 | 22+      | 11+    |
| C. Berstad   | 15          | 1           | ?                 | ?                 | 15+      | 1+     |
| A. Bjørkan   | 22          | 4           | ?                 | ?                 | 22+      | 4+     |
| H. Brattbakk | 22          | 10          | ?                 | ?                 | 22+      | 10+    |
| A. Evjen     | 16          | 0           | ?                 | ?                 | 16+      | 0+     |
| O. Haldorsen | 22          | 0           | ?                 | ?                 | 22+      | 0+     |
| T. Hansen    | 22          | 6           | ?                 | ?                 | 22+      | 6+     |
| B. Johnsen   | 21          | 4           | ?                 | ?                 | 21+      | 4+     |
| I. Lekang    | 1           | 0           | ?                 | ?                 | 1+       | 0+     |
| T. Mikalsen  | 17          | 2           | ?                 | ?                 | 17+      | 2+     |
| I. Normark   | 17          | 4           | ?                 | ?                 | 17+      | 4+     |
| P. Solli     | 20          | 0           | ?                 | ?                 | 20+      | 0+     |
| T. Sollied   | 22          | 0           | ?                 | ?                 | 22+      | 0+     |
| T. Staurvik  | 22          | 7           | ?                 | ?                 | 22+      | 7+     |
| R. Westad    | 22          | 0           | ?                 | ?                 | 22+      | 0+     |